# Waldemar Baszanowski

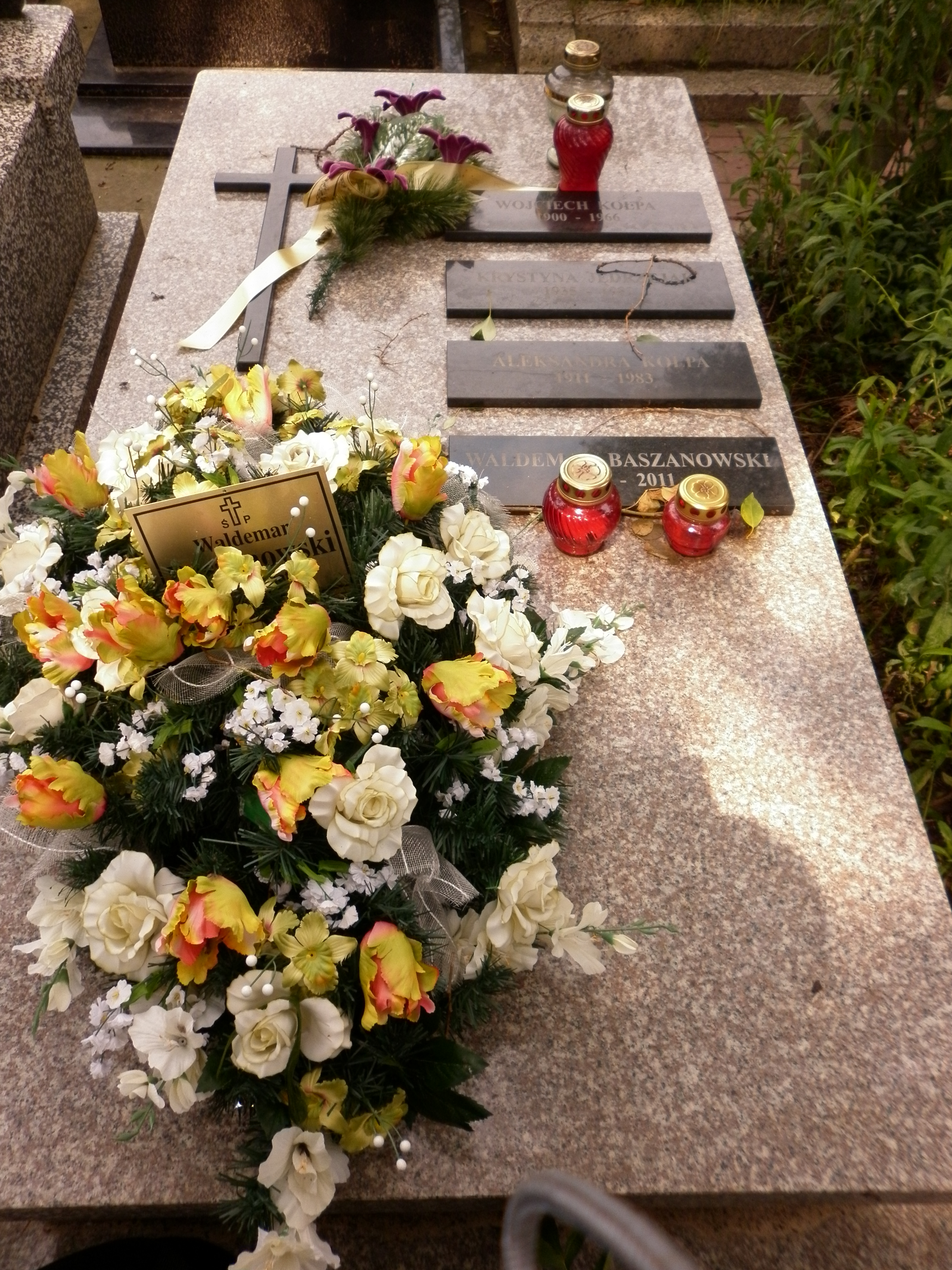
Tumba de Waldemar Baszanowski

Waldemar Romuald Baszanowski (15 de agosto de 1935, em Grudziądz – 29 de abril de 2011, em Varsóvia) foi um polonês, campeão mundial e olímpico em halterofilismo.
Baszanowski ganhou ouro nos Jogos Olímpicos de 1964 e de 1968, ficou em 5º em 1960 e em 4º em 1972. Foi por cinco vezes campeão mundial e europeu, como também ganhou cinco pratas. Ele estabeleceu 24 recordes mundiais: oito no arranco, sete no arremesso e nove no total, na categoria até 67,5 kg.
Em 1993 foi eleito para o Weightlifting Hall of Fame.
Waldemar Baszanowski foi presidente da Federação Europeia de Halterofilismo de 1999 a 2008.